# Kalijati (Sidamulih)
Kalijati is een bestuurslaag in het regentschap Ciamis van de provincie West-Java, Indonesië. Kalijati telt 3648 inwoners (volkstelling 2010).